# Хлотар IV
Хлотар IV (*Chlothar IV, бл. 684  —720) — король Австразії у 717—720 роках, Нейстрії у 718—720 роках.

## Життєпис
Походив з династії Меровінгів. Син Хільдеберта III або Теодоріха III. Про молоді роки нічого невідомо. Лише у 717 році після перемог Карла Мартелла над королем Хільперіком II, королем Нейстрії, та його майордом Рагенфредом, а потім Плектрудою, фактичною володаркою Австразії, Карл Мартелл оголосив Хлотаря новим королем Австразії. Втім останній не мав жодної влади, усім керував Мартелл.
Наприкінці 718 року (або на початку 719 року) після перемоги Мартелла у битві при Суассоні над військами Одо, герцога Аквітанії, та Хільперіком II була приєднана Нейстрія, а Хлотар IV проголошений її королем. Втім вже у 720 році той раптово помер.